# David Marx
Pour les articles homonymes, voir Marx.
David Marx, né le 5 août 1808 à Landau en royaume de Bavière et mort le 3 février 1864 à Bordeaux, est grand-rabbin de Bordeaux de 1837 à 1864.

## Biographie
David Marx est né le 5 août 1808 à Landau en royaume de Bavière.

### Études
Il fait ses études rabbiniques à l'École centrale rabbinique de Metz (SIF).

### Nancy
Il dirige à Nancy l'École religieuse israélite.

### Grand-rabbin de Bordeaux
En juin 1837, il est élu grand-rabbin de Bordeaux par le Consistoire de Bordeaux. Il succède au grand-rabbin Abraham Andrade. Il établit une salle d'asile, une infirmerie, la Société de la Jeunesse Israélite de Bordeaux pour aider les jeunes défavorisés. Il intervient en faveur d'enfants mineurs kidnappés par des missionnaires catholiques.

### Inauguration de la Synagogue de Libourne
Le 3 septembre 1847, il inaugure la synagogue de Libourne.

### Inauguration de la synagogue de Clermont-Ferrand
Le 20 mars 1862, David Marx inaugure la synagogue de la rue des Quatre-Passeports à Clermont-Ferrand.

## Publications
- Sermon sur le Culte Public, Bordeaux, 1853[3].
- Discours lors de l'Inauguration de la Synagogue de Clermont-Ferrand, 1862[3].
- Sermon sur le Dogme et la Morale, 1863[3].

## Honneurs
- Chevalier de la Légion d'honneur, décoré par Napoléon III en 1852[3].
- Le jour de ses obsèques, toutes les cloches des églises de Bordeaux sonnent, sur l'ordre du cardinal de Bordeaux Ferdinand-François-Auguste Donnet[3].